# Marx Reichlich

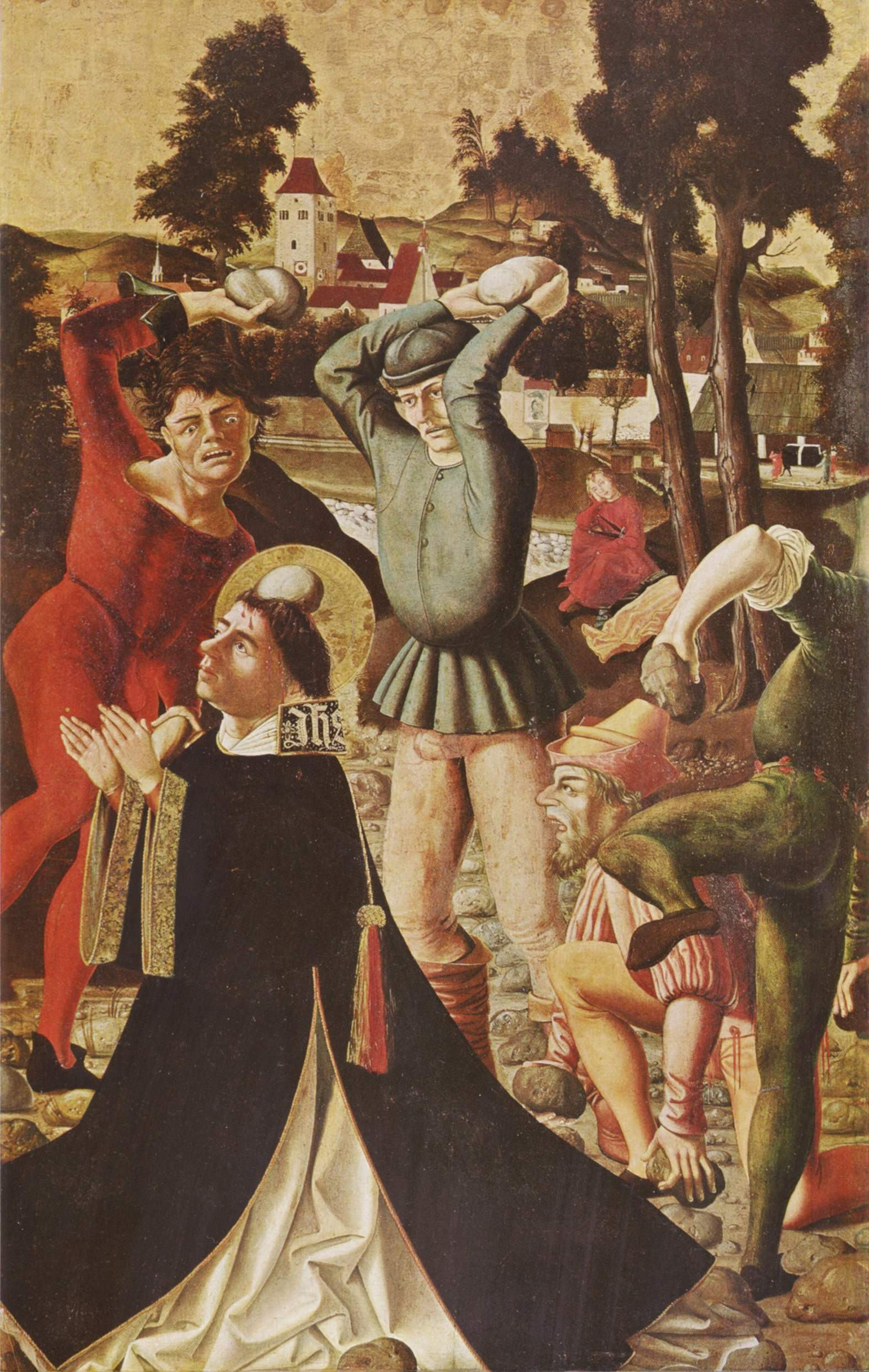
Martyre de saint Étienne, panneau du retable dit de Jacques et Étienne, peint en 1506 par Marx Reichlich (1460-1520), provient d'un monastère au Tyrol, exposé à la pinacothèque de Munich.

Marx ou Marc Reichlich est un peintre autrichien mentionné à Salzbourg en 1494. Il y travailla dans l'entourage de Michael Pacher.
Après la mort de Pacher, il déplaça son activité dans le Tyrol, où il créa, après 1500, deux autels pour l'église paroisiale de Hall.

## Œuvres
- La Visitation est un des deux panneaux de l'Église de Hall, conservé au palais du Belvédère à Vienne. Il représente sur un mode narratif Marie et sa cousine Élisabeth qui se retrouvent, au premier plan d'une rue, dans une ville médiévale.
- Sur le même thème de La Rencontre entre Marie et Élisabeth, on trouve une autre œuvre à la Alte Pinakothek de Munich[2] (voir encadré).
- Le Portrait d'un Chanoine, v. 1520, musée d'art de Saint-Louis[3]
- Portrait d'une dame tenant du muguet et une pensée[4] 1520, Institut Courtauld, Courtauld Gallery, Londres
- Triptyque Knillenberg[5], galerie nationale de Slovénie[6]
- Portrait d'un fou, vers 1519-1520, tempera sur bois, Yale University Art Gallery[7].

## Galerie

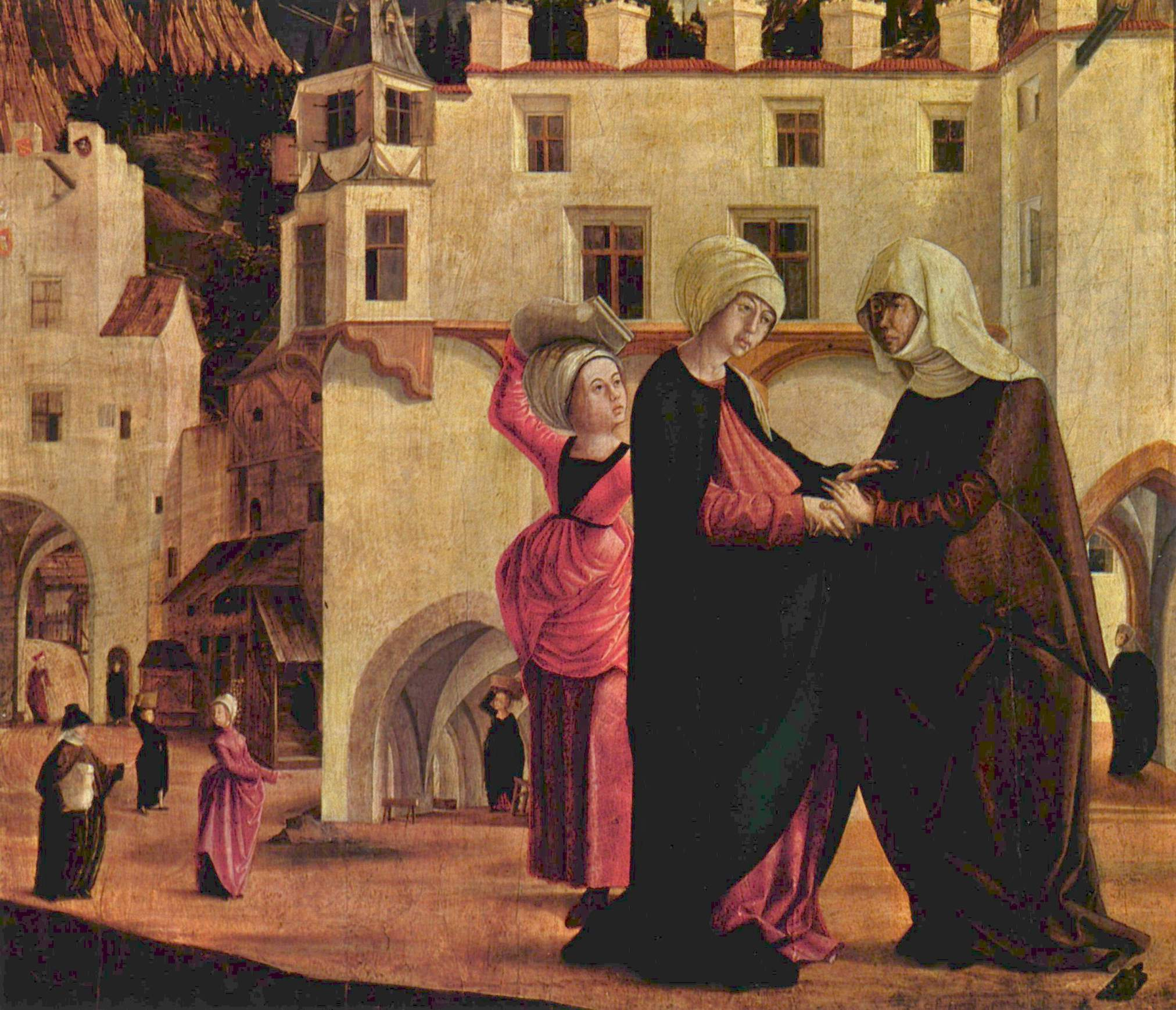
La Visitation (1502), palais du Belvédère, Vienne.
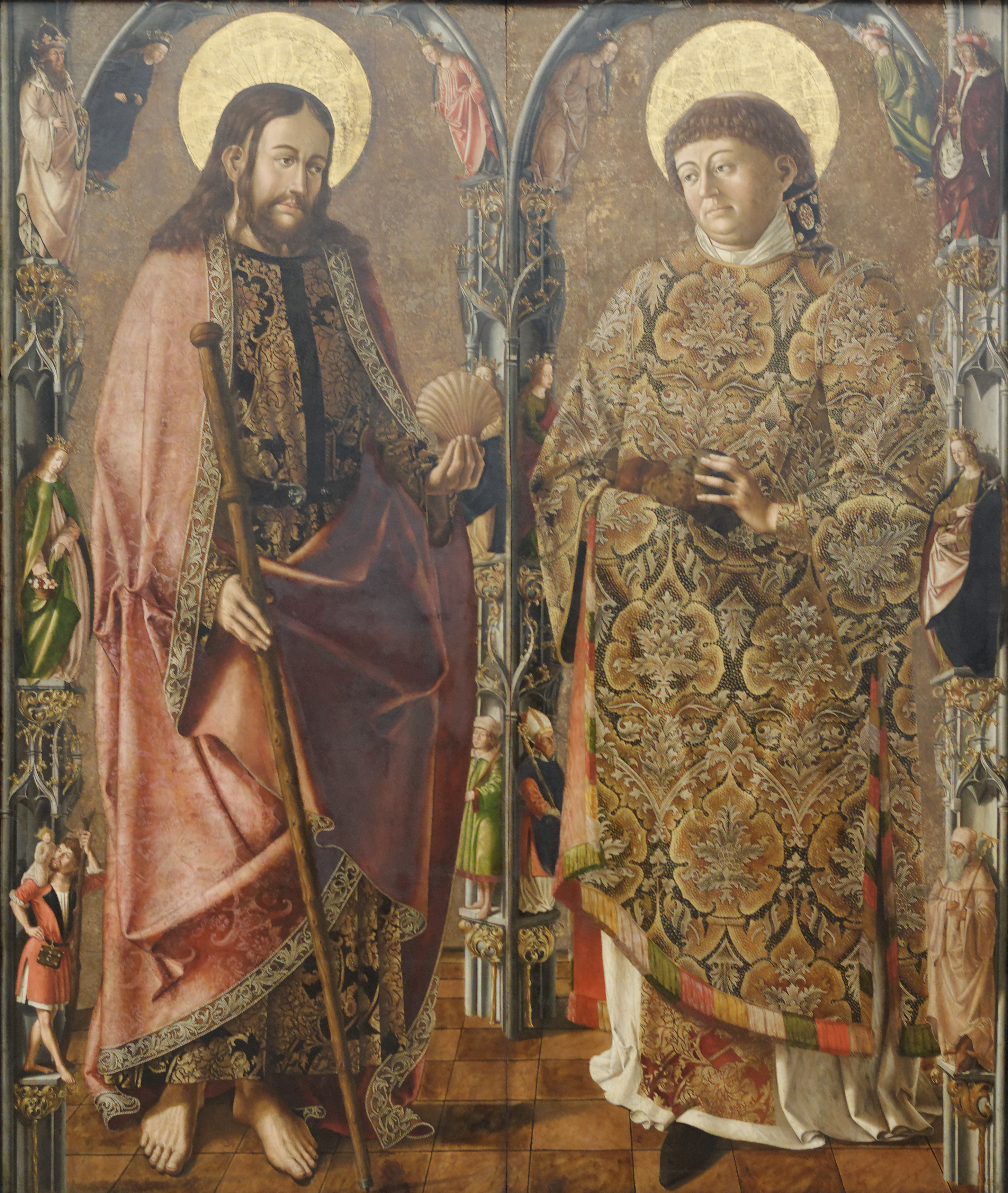
Partie centrale du retable de Jacques et Étienne (1506), Alte Pinakothek, Munich.